# Kōichi Sugiyama
Ne doit pas être confondu avec Kōichi Sugiyama (football).
Pour les articles homonymes, voir Sugiyama.
Kōichi Sugiyama (椙山 浩一, Sugiyama Kōichi), né le 11 avril 1931 à Tokyo et mort le 30 septembre 2021, est un compositeur et chef d'orchestre. Il est principalement connu pour son travail de composition sur la série Dragon Quest, ainsi que de plusieurs autres jeux vidéo, animes, films et émissions de télévision. Sugiyama est considéré comme une source d'inspiration majeure pour d'autres compositeurs japonais de musique de jeux vidéo tels que Nobuo Uematsu et Yasunori Mitsuda.
Il est également membre du conseil de la Société japonaise des droits des auteurs, des compositeurs et des éditeurs (JASRAC), membre du conseil d'administration de l'Institut japonais des fondamentaux nationaux (en). Il est également engagé dans des activités militantes en dehors de la musique, telles que la lutte contre le génocide culturel des Ouïghours et la promotion du nationalisme japonais. Avant son décès d'un choc septique, il a été décoré de l'Ordre du soleil levant et a été nommé personne de mérite culturel par le gouvernement japonais.

## Biographie
Kōichi Sugiyama fait ses études dans la section psychologie de l'université de Tokyo d'où il ressort diplômé avec les félicitations du jury en 1956. Au lycée, il écrit déjà diverses bribes[Quoi ?] musicales.
Il compose pour la première fois en 1958 pour une chaîne de télévision japonaise et crée les bandes-sons de plusieurs jeux vidéo sur PC-8801, comme Angelus, Wingman ou Ghandara. Il contribue par la suite à de très nombreux projets comme des dessins animés, leurs adaptations cinématographiques, des publicités, et compose même pour des artistes pop.
Sugiyama est surtout connu pour son travail de composition pour le jeu vidéo Dragon Quest sorti en 1986 sur NES, travail qu'il poursuit sur les épisodes suivants et sur les nombreux produits dérivés de la série. Il tire profit de son statut de compositeur de la plus importante licence de jeu vidéo de rôle au Japon pour réorchestrer et faire jouer les musiques de Dragon Quest par de véritables orchestres symphoniques, les musiques d'origine souffrant d'une très faible qualité sonore étant données les limites techniques des machines de l'époque. Sugiyama est ainsi l'initiateur du concept de suites symphoniques, qui sera repris cinq ans plus tard, en 1991, par Nobuo Uematsu pour Final Fantasy et Yuzo Koshiro pour Actraiser.
Ainsi, il tient le rôle de chef d'orchestre pour les réorchestrations des musiques des Dragon Quest qu'il effectue entre autres avec l'Orchestre symphonique de Londres et l'Orchestre philharmonique de Tōkyō. Il compose et écrit même un ballet sur Dragon Quest en 1995. Il est aussi l'un des initiateurs des premiers concerts de musiques de jeu vidéo.
Avec le remake de Dragon Quest V sur PlayStation 2 sorti uniquement au Japon, il signe en outre la première bande originale de jeu de rôle entièrement enregistrée par un orchestre, ce qu'il réitère ensuite avec la version américaine et européenne de Dragon Quest 8.
En dehors de la musique de jeu vidéo, Kōichi Sugiyama a plus récemment réalisé les fanfares d'ouverture et de fermeture des courses automobiles de Tōkyō et Nakayama. Le compositeur est également passionné de photographie et de voyage.
Les travaux de Kōichi Sugiyama sont souvent comparés à la fin de l'ère baroque (Bach et Haendel) ainsi qu'aux œuvres de Strauss.
Il meurt le 30 septembre 2021 à l'âge de 90 ans, d'un choc septique,.

## Activités et convictions politiques
Kōichi Sugiyama est également engagé dans des activités militantes en dehors de la musique, il offre son soutien aux Ouïghours lors du Congrès mondial des Ouïghours en 2012 pour lutter contre le génocide culturel des Ouïghours. Il est également un négationniste du massacre de Nanjing, affirmant que les faits le concernant sont « sélectifs par nature ». Il est l'un des signataires de The Facts (les faits), une annonce pleine page publiée par le Washington Post le 14 juin 2007 et rédigée par un certain nombre de politiciens et d'universitaires japonais en réponse à l'adoption de la résolution 121 de la Chambre des représentants des États-Unis (en). Cette dernière demande des excuses officielles du gouvernement japonais concernant son implication dans l'utilisation de femmes de réconfort, femmes qui étaient utilisées comme esclaves sexuelles par les soldats japonais pendant la Seconde Guerre mondiale,,. Il est également membre du conseil d'administration de l'Institut japonais des fondamentaux nationaux (en).
En 2012, Kōichi Sugiyama écrit un éditorial indiquant qu'il pense que le Japon est dans un état de « guerre civile entre Japonais et anti-Japonais ». Donnant des exemples, il fait valoir que les médias japonais présentent de manière négative les actes de patriotisme, tels que l'exécution de l'hymne national du Japon ou le lever du drapeau japonais. En outre, il pense que les demandes du mouvement antinucléaire japonais, qui s'est développé à la suite de la catastrophe nucléaire de Fukushima en 2011, à savoir le démantèlement immédiat de toutes les installations d'énergie nucléaire sans proposer de solutions alternatives, nuisent à la capacité du pays à se défendre.
En 2015, Kōichi Sugiyama fait une apparition dans le programme télévisé Hi Izuru Kuni Yori de la chaîne télévisée culturelle japonaise Sakura (en), où il montre son accord avec les points de vue partagés par la politicienne japonaise Mio Sugita qui affirme qu'il n'y a pas besoin d'éducation LGBT dans les écoles japonaises et qui rejette les préoccupations concernant le taux de suicide élevé parmi la communauté. Il ajoute que le manque d'enfants nés de couples LGBT est un sujet important à discuter, suggérant également que le Japon est plus favorable aux femmes que la Corée du Sud,. Il se rétracte ensuite en disant que les couples LGBT ont existé tout au long de l'histoire de l'humanité et qu'il soutient les aides occasionnelles du gouvernement pour les aider.

## Travaux

### Jeux Vidéo
| Année | Titre                                                          | Ref.   |
| ----- | -------------------------------------------------------------- | ------ |
| 1985  | World Golf                                                     | [ 15 ] |
| 1986  | Wingman 2                                                      |        |
| 1986  | Dragon Quest                                                   |        |
| 1987  | Dragon Quest II                                                | [ 16 ] |
| 1987  | Jesus                                                          | [ 17 ] |
| 1987  | Gandhara: Buddha no Seisen                                     | [ 17 ] |
| 1987  | Animal Land Satsujin Jiken                                     | [ 18 ] |
| 1987  | World Golf II                                                  | [ 18 ] |
| 1987  | Wingman Special: Saraba Yume Senshi                            | [ 18 ] |
| 1988  | Dragon Quest III                                               | [ 16 ] |
| 1989  | Angelus: The Gospel on Evil                                    | [ 17 ] |
| 1989  | Star Command: Kurayami no Shinryakusha                         | [ 17 ] |
| 1990  | Dragon Quest IV                                                | [ 19 ] |
| 1990  | 46 Okunen Monogatari: The Shinka Ron                           | [ 20 ] |
| 1990  | World Golf III                                                 | [ 18 ] |
| 1991  | Akagawa Jirou no Yuurei Ressha                                 | [ 17 ] |
| 1991  | Jesus 2                                                        | [ 17 ] |
| 1991  | Tetris 2 & BomBliss                                            | [ 17 ] |
| 1992  | Dragon Quest V                                                 | [ 16 ] |
| 1992  | Hanjyuku Hero: Aah Sekai yo Hanjuku Nare                       | [ 17 ] |
| 1992  | E.V.O.: Search for Eden                                        | [ 17 ] |
| 1993  | Monopoly                                                       | [ 17 ] |
| 1993  | Torneko no Daibōken: Fushigi no Dungeon                        | [ 17 ] |
| 1995  | Mystery Dungeon: Shiren the Wanderer                           | [ 17 ] |
| 1995  | Dragon Quest VI                                                | [ 16 ] |
| 1998  | Dragon Quest Monsters                                          | [ 18 ] |
| 1999  | Torneko: The Last Hope                                         | [ 17 ] |
| 2000  | Dragon Quest VII                                               | [ 21 ] |
| 2000  | Shiren the Wanderer 2                                          | [ 17 ] |
| 2001  | Dragon Quest Monsters 2                                        | [ 18 ] |
| 2001  | Dragon Quest Characters: Torneko no Daibouken 2 Advance        | [ 18 ] |
| 2002  | Torneko no Daibōken 3: Fushigi no Dungeon                      | [ 18 ] |
| 2003  | Slime Mori Mori Dragon Quest                                   | [ 18 ] |
| 2003  | Dragon Quest Monsters: Caravan Heart                           | [ 18 ] |
| 2004  | Dragon Quest VIII                                              | [ 22 ] |
| 2005  | Dragon Quest Heroes: Rocket Slime                              | [ 18 ] |
| 2006  | Dragon Quest Monsters: Joker                                   | [ 18 ] |
| 2009  | Dragon Quest Wars                                              | [ 23 ] |
| 2009  | Dragon Quest IX                                                | [ 24 ] |
| 2010  | Dragon Quest Monsters: Joker 2                                 | [ 25 ] |
| 2012  | Dragon Quest X                                                 | [ 26 ] |
|       |                                                                |        |
| 2015  | Dragon Quest Heroes: The World Tree's Woe and the Blight Below | [ 27 ] |
| 2016  | Dragon Quest Builders                                          | [ 28 ] |
| 2016  | Dragon Quest Monsters: Joker 3                                 | [ 29 ] |
| 2016  | Dragon Quest Heroes II                                         | [ 30 ] |
| 2017  | Dragon Quest XI                                                | [ 31 ] |
| 2018  | Dragon Quest Builders 2                                        | [ 32 ] |
| 2020  | Dragon Quest Tact                                              | [ 33 ] |

### Films et Animes
| Année | Titre                                                           | Ref.   |
| ----- | --------------------------------------------------------------- | ------ |
| 1967  | Skyers 5                                                        | [ 17 ] |
| 1971  | Return of Ultraman                                              | [ 17 ] |
| 1976  | Machine Hayabusa                                                | [ 17 ] |
| 1978  | Science Ninja Team Gatchaman: The Movie                         | [ 17 ] |
| 1979  | Cyborg 009                                                      | [ 17 ] |
| 1979  | Jigoku no Mushi                                                 | [ 34 ] |
| 1980  | Space Runaway Ideon                                             | [ 17 ] |
| 1980  | Cyborg 009: Legend of the Super Galaxy                          | [ 35 ] |
| 1981  | The Sea Prince and the Fire Child                               | [ 17 ] |
| 1983  | The Yearling                                                    | [ 17 ] |
| 1989  | Godzilla vs Biollante                                           | [ 17 ] |
| 1991  | Dragon Quest: The Adventure of Dai                              | [ 17 ] |
| 1991  | Dragon Quest: The Adventure of Dai - The Great Adventure of Dai | [ 36 ] |
| 1992  | Dragon Quest: The Adventure of Dai - Avan's Disciples           | [ 36 ] |
| 1992  | Dragon Quest: The Adventure of Dai - Six Great Generals         | [ 36 ] |
| 2019  | Dragon Quest: Your Story                                        | [ 37 ] |